# Neurophyseta volcanalis
Neurophyseta volcanalis là một loài bướm đêm trong họ Crambidae.